# The Philip Lynott Album
The Philip Lynott Album è il secondo album solista del musicista Philip Lynott, pubblicato nel 1982 durante un periodo di pausa del suo gruppo, i Thin Lizzy.

## Tracce
Tutti i brani sono stati scritti da Phil Lynott, eccetto dove indicato
1. Fatalistic Attitude (Lymon/Lynott) - 4:31
2. The Man's A Fool (Lynott) - 2:58
3. Old Town (Bain/Lynott) - 3:27
4. Cathleen (Lynott) - 3:34
5. Growing Up (Lynott) - 5:00
6. Yellow Pearl (Lynott/Lynott) - 2:58
7. Together (Lynott) - 3:39
8. Little Bit of Water (Lynott) - 3:35
9. Ode to Liberty (The Protest Song) (Bain/Lynott) - 5:48
10. Gino (Lynott) - 4:10
11. Don't Talk About Me Baby (Lynott) - 4:30

## Formazione
- Philip Lynott - basso, chitarra, tastiere, percussioni, voce
- Darren Wharton - tastiere
- Scott Gorham - basso (Traccia 8)
- Midge Ure . chitarra, tastiera (Tracce 6, 7)
- Mark Knopfler - chitarra (Traccia 9)
- Brian Downey - batterista (Traccia 9)
- Mark Nauseef - batteria, percussioni (Tracce 4, 5)
- Jimmy Bain - basso (Tracce 2, 3)
- Huey Lewis - armonica (Traccia 4)
- Jerome Rimson - basso (Tracce 7, 10)
- Bobby C Benberg - batteria (Traccia 8)
- Rusty Egan - batteria (Tracce 2, 3, 4)
- Mel Collins - sassofono (Traccia 5)
- Pierre Moerlen - batteria (Traccia 11)

## Classifiche
| Classifica (2022) | Posizione massima |
| ----------------- | ----------------- |
| Grecia            | 35                |